# École de Chicago (architecture)
Pour les articles homonymes, voir École de Chicago.
L'École de Chicago (aussi appelé style Chicago ; en anglais : Chicago style, Chicago school) est un mouvement d'architecture et d'urbanisme nommée ainsi car les premières réalisations qui en découlèrent et l'essentiel d'entre elles se firent dans la ville de Chicago (Illinois) entre la fin du XIXe siècle et le début du XXe siècle. La phase d'apogée de ce mouvement est située approximativement entre 1875 et 1910.

## Contexte
Dans la deuxième moitié du XIXè siècle, Chicago devint une métropole importante, attirant des milliers de migrants. Elle connut une forte croissance économique jusqu'à la crise de 1893. L'événement catalyseur de l'école de Chicago fut le Grand incendie de Chicago qui eut lieu le 8 octobre 1871 : une grande partie du centre-ville et des quartiers limitrophes furent détruits, et la nécessité de reconstruire la ville permit l'émergence d'une nouvelle approche de la construction d'immeubles. À partir de décembre 1871, le maire de Chicago Joseph Medill mit en œuvre la « Grande reconstruction » de Chicago. Les autorités municipales avaient désormais le champ libre d'organiser la ville sur des critères différents et de se lancer dans des projets urbanistiques et architecturaux qui transformèrent Chicago en ville la plus avancée du continent américain. Cette situation attira de nombreux architectes américains qui avaient étudié en Europe ou au MIT. Au cours des années 1880, les architectes jetèrent les bases d'une ville moderne avec les premiers bâtiments de grande hauteur à ossature en acier.

## Caractéristiques
Ce mouvement est marqué par la construction pragmatique, rationnelle et utilitaire de bureaux, de grands magasins, d'usines, d'appartements et de gares. L'accent est mis sur la durabilité, avec l'utilisation de matériaux modernes tels l'acier, le ciment et le fer forgé, le verre armé (pour la construction de dômes…). Les architectes de l'École de Chicago cherchent également à fonder une architecture typique américaine, en s'éloignant des influences européennes. Ils travaillent en étroite collaboration avec des ingénieurs.
C'est l'École de Chicago qui mit au point et généralisa l'utilisation de l'acier dans la construction des gratte-ciel (construction à ossature en acier), réalisant ainsi la révolution structurelle qui permit de passer des bâtiments à murs et refends porteurs aux constructions de type poteaux-dalles sans façade porteuse. Grâce au squelette en acier, les murs n'ayant plus de rôle porteur, les murs deviennent moins épais et le bâtiment peut s'élever en hauteur sans risquer de s'effondrer. L'ascenseur, perfectionné par Elisha Otis qui conçut un système de frein de sécurité, rend également possible la construction des immeubles de grande taille. Ces gratte-ciel devinrent également récurrents afin de rationaliser au maximum l'emprise foncière des bâtiments dans des villes où le coût des terrains s'accroissait régulièrement. 
La « fenêtre de Chicago » est composée de trois éléments : une grande vitre encadrée par deux plus petites fenêtres à guillotine qui peuvent s'ouvrir. Elle permet les façades en rideau. Désormais, la lumière naturelle entre en abondance dans les pièces du bâtiment. 
Les premiers immeubles de l'École de Chicago furent : 
- Le First Leiter Building, construit à Chicago en 1879 par William Le Baron Jenney, est le premier de ces immeubles sans mur porteur en façade, les planchers en bois reposant sur des colonnes de fonte.
- Le Montauk Building, construit à Chicago en 1883 par Daniel Burnham et John Wellborn Root, est le premier grand immeuble commercial avec ses 130 pieds (39,62 mètres de hauteur) pour 10 étages. Il est parfois considéré comme étant le premier bâtiment à être appelé un « gratte-ciel »[3],[4], bien que d'autres considèrent qu'il s'agit du Home Insurance Building. Il fut démoli en 1902.
- Le Home Insurance Building, construit à Chicago en 1885 par William Le Baron Jenney, mesurait 42 mètres de haut. Il est souvent considéré comme étant le premier gratte-ciel de l'histoire de l'architecture[5]. En 1891, deux étages supplémentaires ont été ajoutés au bâtiment, portant le nombre d'étages à douze et la hauteur totale de l'édifice à 180 pieds (55 mètres). Il fut démoli en 1931.

## Principaux architectes de l'École de Chicago

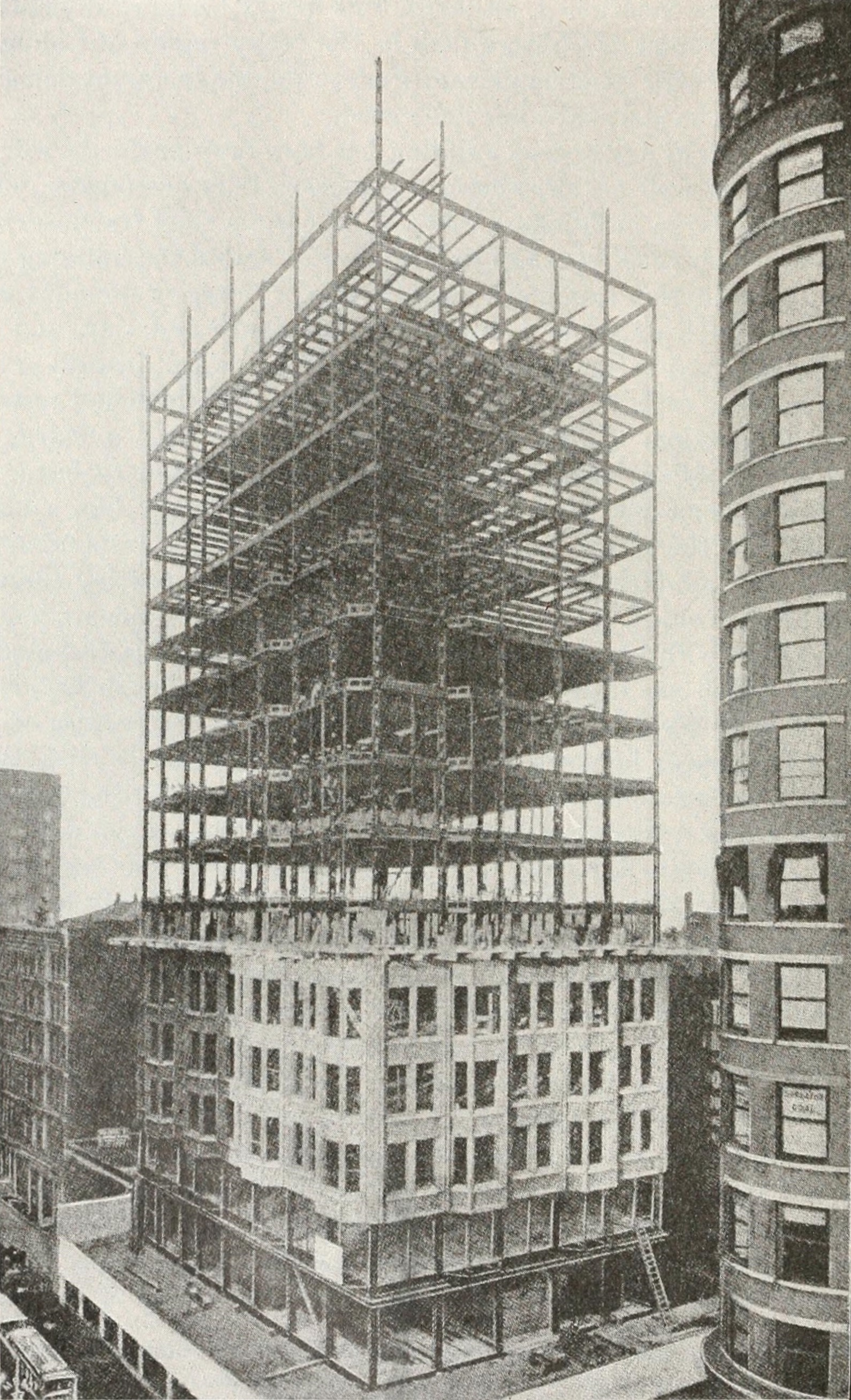
Fisher Building, Chicago, 1895-1896, conçu par Charles B. Atwood.

Les premiers grands architectes de ce mouvement furent William Le Baron Jenney (1832-1907), Henry Hobson Richardson (1838-1886), et pour la génération suivante Daniel Burnham (1846-1912), John Wellborn Root (1850-1891), Louis Sullivan (1856-1924), William Holabird (1854-1923), Martin Roche (1855-1927) et Charles B. Atwood (1849-1895). Burnham, Roche, Root et Sullivan commencèrent tous les quatre leur carrière au sein de l'agence de l'architecte William Le Baron Jenney et de l'ingénieur Dankmar Adler (1844-1900), tous deux associés de longue date de Louis Sullivan. Ils créèrent par leurs œuvres et par leurs influences un modèle de développement urbain qui caractérisa toutes les villes américaines au XXe siècle.
Cette école est apparentée à la Prairie School qui traite, elle, de l'architecture résidentielle, avec pour principales figures de proue Frank Lloyd Wright (1867-1959), ancien collaborateur de Louis Sullivan, et George W. Maher (1864-1926).

## Réalisations notables
Ci-dessous se dresse une liste non-exhaustive de bâtiments notables issus du mouvement de Chicago :
- Railway Exchange Building (1903-1904), par Frederick P. Dinkelberg ;
- Montauk Building (1882-1883), par Daniel Burnham et John Wellborn Root ;
- Manhattan Building (1889-1891), par William Le Baron Jenney ;
- Auditorium Building (1887-1889), par Dankmar Adler et Louis Sullivan ;
- Rookery Building (1887-1888), par John Wellborn Root et Daniel Burnham ;
- Second Leiter Building (1891), par William Le Baron Jenney ;
- Temple maçonnique de Chicago (1892), par John Wellborn Root ;
- Ludington Building (1892), par William Le Baron Jenney ;
- Peoples Gas Building (1911), par Daniel Burnham ;
- Carson, Pirie, Scott and Company Building (1899), par Louis Sullivan ;
- Coca-Cola Building (1904), par Frank Abbott ;
- Montgomery Ward Company Complex (1907), par Schmidt, Garden et Martin ;
- Reid, Murdoch & Co. Building (1914), par George C. Nimmons ;
- Chicago Savings Bank Building (1905), par William Holabird et Martin Roche ;
- Monadnock Building (1889-1891), par Daniel Burnham et John Wellborn Root ;
- Reliance Building (1895), par Daniel Burnham ;
- Congress Plaza Hotel (1893), par Dankmar Adler et Louis Sullivan.